# Cervone Ozero, Putîvl
Cervone Ozero (în ucraineană Червоне Озеро) este localitatea de reședință a comunei Cervone Ozero din raionul Putîvl, regiunea Sumî, Ucraina.

## Demografie
Componența lingvistică a localității Cervone Ozero
     Ucraineană (54,82%)
     Rusă (44,74%)
     Alte limbi (0,44%)
Conform recensământului din 2001, majoritatea populației localității Cervone Ozero era vorbitoare de ucraineană (54,82%), existând în minoritate și vorbitori de rusă (44,74%).